# Eden Golan
Eden Golan (hebreiska: עדן גולן), född 5 oktober 2003 i Kfar Saba i Israel, är en israelisk sångerska.

## Uppväxt
Golan föddes 2003 i en judisk familj i Kfar Saba i Israel. Som barn flyttade hon med föräldrar till Moskva i Ryssland på grund av faderns arbete, där familjen bodde i 13 år innan de återvände till Israel. Golan har blandade känslor kring sin tid i Ryssland på grund av upplevd antisemitism i landet.

## Karriär
År 2015 deltog Golan i den ryska uttagningen till Junior Eurovision Song Contest 2015 där hon slutade på femte plats i finalen. 2016 uppträdde hon i tävlingen New Wave på Krim. 2018 var Golan finalist i den femte säsongen av det ryska TV-programmet The Voice Kids.
Inför Eurovision Song Contest 2024 bestämde sig det israeliska sändningsföretaget IPBC för att välja landets deltagare i TV-programmet HaKokhav HaBa. Golan vann alla stadier av programmet med ett bidrag med delvis hebreisk låttext. Den 9 maj 2024 tävlade hon för Israel i semifinalen av Eurovision Song Contest i Malmö och tog sig till finalen där hon kom på femte plats.

## Diskografi

### Singlar
- "Schastye" (2015)[8][9]

- "Ghost Town" (2022)[10]

- "Let Me Blow Ya Mind" (2022)[11]

- "Taxi" (2023)[12]

- "Dopamine" (2023)[13]